# Celestýn II.
Celestýn II., vlastním jménem Guido de Castello (? Città di Castello – 8. března 1144 Řím) vykonával od roku 1143 do 8. března 1144 funkci papeže. Byl v pořadí 165. hlavou katolické církve.
Ještě jako kardinál a papežský legát Guido de Castello zavedl roku 1143 v Čechách povinný celibát.

## Život
Studoval u filozofa a teologa Pierra Abélarda. Papež Honorius II. ho v roce 1127 jmenoval kardinálem-děkanem. V roce 1130 při dvojité papežské volbě podpořil Inocence II. O tři roky později jej Inocenc povýšil na kardinála-kněze římské baziliky San Marco. V roce 1140 jej jmenoval papežským legátem ve Francii, od roku 1143 byl legátem v Čechách a na Moravě.
V Čechách téhož roku zavedl povinný celibát. Do té doby zde žili kněží většinou v manželství. Běžně byli sice ženatí i na začátku 13. století, ale bylo to již hodnoceno jako přestoupení zákona. V Čechách taktéž potvrdil kult svaté Ludmily, oficiální rok jejího svatořečení se tedy uvádí jako 1143 či 1144.
Dva dny po smrti Inocence, 25. září 1143, byl zvolen papežem a přijal jméno Celestýn II. Funkci však vykonával jen zhruba pět měsíců, neboť již 8. března 1144 zemřel.

## Odkazy

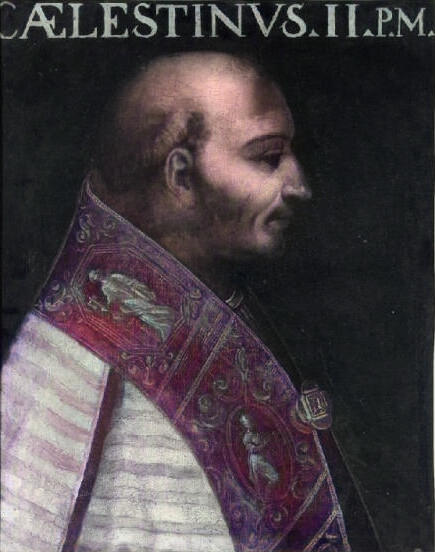
Portrét papeže Celestýna II.